# Championnat de France de rugby à XV 1967-1968
Navigation
1966-1967 1968-1969
Le championnat de France de rugby à XV de première division 1967-1968 a été disputé par 64 équipes groupées en huit poules.
Parmi les huit promus, à noter que Limoges (Haute-Vienne) a remplacé Montréjeau (Haute-Garonne) au nom d'une meilleure représentation géographique de l'élite.
À l'issue de la phase qualificative, les quatre premières équipes de chaque groupe sont qualifiés pour les 1/16e de finale. L'épreuve se poursuit ensuite par élimination sur un match à chaque tour.
Le FC Lourdes a remporté le championnat 1967-68 après avoir battu le RC Toulon en finale. Cette victoire fut obtenue d'extrême justesse, car les deux équipes étaient à égalité (9-9) après prolongation et Lourdes fut déclaré vainqueur au bénéfice du nombre d'essais marqués.

## Contexte
L'année 1968 voit l'équipe de France réussir son premier Grand Chelem dans le Tournoi des cinq nations, c'est aussi l'année des évènements de Mai 1968, ces derniers ont retardé de trois semaines la tenue de la finale du championnat.
Le rugby français a perdu Guy Boniface (Stade montois) et Jean-Michel Capendeguy (Saint-Jean-de-Luz), morts tragiquement lors d’accidents de voiture, Capendeguy venait de connaître ses deux premières sélections en équipe de France.
Le Challenge Yves du Manoir est remporté en 1968 par le RC Narbonne qui bat l'US Dax en finale (14-6).

## Phase de qualification
Le nom des équipes qualifiées pour les 16e de finale est en gras.
| - Aviron bayonnais - US bressane - SO Chambéry - Figeac - Foix - US Montauban - US Quillan - SC Tulle                                    | - SC Albi - CA Bègles - AS Montferrand - Section paloise - CA Périgueux - Saint-Girons SC - RC Vichy - CS Vienne  | - Biarritz olympique - SA Condom - SC Graulhet - FC Grenoble - USA Limoges - Racing club de France - Stade bordelais UC - RC Toulon       |
| - ES Avignon - Saint-Saturnin - US Cognac - US Dax - Stade rochelais - SC Mazamet - FC Saint-Claude - Stade toulousain - Valence sportif | - AS Béziers - CA Brive - US Carmaux - Castelsarrasin - RC Chalon - Lyon OU - Saint-Junien - Stadoceste tarbais   | - Stade aurillacois - Stade beaumontois - Stade dijonnais - La Voulte sportif - US Oyonnax - Paris université club - Stade montois - TOEC |
| - SC Angoulême - FC Auch - CS Bourgoin-Jallieu - Castres olympique - Stade montluçonnais - RC Narbonne - FC Oloron - USA Perpignan       | - SU Agen - Cahors rugby - US Carcassonne - CA Lannemezan - FC Lourdes - US Romans - SA Saint-Sever - Tyrosse RCS | |

## Seizièmes de finale
Les équipes dont le nom est en caractères gras sont qualifiées pour les huitièmes de finale. 
| Équipe 1           | Équipe 2        | Résultat |
| ------------------ | --------------- | -------- |
| FC Grenoble        | RC Vichy        | 11-6     |
| SC Graulhet        | SA Condom       | 11-0     |
| RC Toulon          | Stade rochelais | 12-6     |
| Aviron bayonnais   | AS Montferrand  | 10-8     |
| RC Narbonne        | FC Oloron       | 6-3      |
| US Dax             | FC Auch         | 17-9     |
| US Montauban       | Stade dijonnais | 9-6      |
| US Romans          | SC Tulle        | 14-9     |
| FC Lourdes         | Valence sportif | 19-5     |
| La Voulte sportif  | US Quillan      | 15-6     |
| Stade montois      | CA Bègles       | 16-8     |
| Section paloise    | SU Agen         | 6-0      |
| Stadoceste tarbais | SC Angoulême    | 14-6     |
| AS Béziers         | CA Lannemezan   | 0-0      |
| CA Brive           | TOEC            | 11-3     |
| Stade toulousain   | US Carmaux      | 14-12    |

## Huitièmes de finale
Les équipes dont le nom est en caractères gras sont qualifiées pour les quarts de finale. 
| Équipe 1           | Équipe 2          | Résultat |
| ------------------ | ----------------- | -------- |
| FC Grenoble        | SC Graulhet       | 14-3     |
| RC Toulon          | Aviron bayonnais  | 20-13    |
| RC Narbonne        | US Dax            | 9-0      |
| US Montauban       | US Romans         | 11-6     |
| FC Lourdes         | La Voulte sportif | 47-9     |
| Stade montois      | Section paloise   | 8-3      |
| Stadoceste tarbais | AS Béziers        | 6-0      |
| CA Brive           | Stade toulousain  | 22-9     |

Le RC Narbonne élimine l'US Dax, il battra un peu plus tard le même adversaire en finale du Challenge Yves du Manoir.
Graulhet, premier de la saison régulière est éliminé dès huitièmes de finale par Grenoble chez qui il avait subi sa seule défaite.

## Quarts de finale
Les équipes dont le nom est en caractères gras sont qualifiées pour les demi-finales.
| Équipe 1           | Équipe 2      | Résultat |
| ------------------ | ------------- | -------- |
| FC Grenoble        | RC Toulon     | 3-18     |
| RC Narbonne        | US Montauban  | 30-0     |
| FC Lourdes         | Stade montois | 9-3      |
| Stadoceste tarbais | CA Brive      | 22-12    |

## Demi-finales
| Équipe 1   | Équipe 2           | Résultat |
| ---------- | ------------------ | -------- |
| RC Toulon  | RC Narbonne        | 14-9     |
| FC Lourdes | Stadoceste tarbais | 15-6     |

## Finale
| Équipes        | FC Lourdes - RC Toulon |
| Score          | 9-9 (mi-temps : 6-0) |
| Date           | 16 juin 1968 |
| Stade          | Stadium de Toulouse |
| Arbitre        | Charles Durand |
| Les équipes    | |
| FC Lourdes     | Jean-Claude Bourdette, René Trucco, Pierre Doumecq, Guy Cazenave, Jean-Pierre Massebœuf, Serge Dunet, Michel Hauser, Michel Crauste, Jean-Henri Mir, Jean Gachassin, André Campaes, Michel Arnaudet, Raymond Halçaren, Jean-Pierre Latanne, Bertrand Fourcade |
| RC Toulon      | Noël Vadella, Georges Fabre, Arnaldo Gruarin, Jean-Pierre Mouysset, André Herrero, Jean-Pierre Monnet, Christian Carrère, Daniel Hache, Louis Irastorza, Paul Bos, Jean-Pierre Carreras, Roger Fabien, Blaise Salvarelli, Basile Moraitis, Bernard Labouré    |
| Points marqués | |
| FC Lourdes     | 2 essais de Latanne, 1 drop de Gachassin |
| RC Toulon      | 2 pénalités et 1 drop de Labouré |

Les évènements de mai 1968 ont retardé de trois semaines la tenue de cette finale. Les équipes sont à égalité après prolongation mais la finale n'est pas rejouée en raison de la date tardive de la rencontre (l'équipe de France devait partir en tournée en Nouvelle-Zélande quelques jours plus tard). Lourdes est déclaré vainqueur au bénéfice de ses deux essais marqués, les Toulonnais sont évidemment frustrés par cette décision (avec le décompte des points en vigueur en 2007, Lourdes aurait gagné par 13 à 9).
Daniel Herrero qui avait joué toute la saison au RC Toulon n'est pas retenu par le coach André Herrero, son propre frère, parce qu'il a participé aux événements de mai 68.